# باشگاه فوتبال گریت یارموث تاون
باشگاه فوتبال گریت یارموث تاون (به انگلیسی: Great Yarmouth Town Football Club) یک باشگاه فوتبال در شهر گریت یارموث، کشور انگلستان است که در سال ۱۸۹۷ میلادی تأسیس شده‌است.